# 类奇异獾蛛
类奇异獾蛛（学名：Trochosa ruricoloides）为狼蛛科獾蛛属的动物。在中国大陆，分布于云南、广西、四川、海南等地。该物种的模式产地在云南。